# نيل يونغ (لاعب كرة قدم أسترالي)
نيل يونغ (بالإنجليزية: Neil Young)‏ (14 أغسطس 1979 في أستراليا - ) هو لاعب كرة قدم أسترالي في مركز حراسة المرمى. لعب مع نادي برث غلوري ونيوكاسل يونايتد جتس وMelbourne Knights FC ‏ وSorrento FC ‏.

## وصلات خارجية
- نيل يونغ على موقع قاعدة بيانات كرة القدم.إي يو (الإنجليزية)